# 雅桑-里奥捷
雅桑-里奥捷（法語：Jassans-Riottier，法語發音：[ʒasɑ̃ ʁjɔtje]）是法国安省的一个市镇，位于该省西南部，属于布雷斯地区布尔格区。该市镇于1795-1800年间由雅桑（Jassans）和里奥捷（Riottier）合并而成。

## 地理
雅桑-里奥捷（45°59'8"N, 4°45'24"E）面积4.81 平方千米，位于法国奥弗涅-罗讷-阿尔卑斯大区安省，该省份为法国东部省份，北起汝拉省，西北接索恩-卢瓦尔省，西接罗讷省和里昂大都会，南至伊泽尔省，东与萨瓦省、上萨瓦省和瑞士接壤。
与雅桑-里奥捷接壤的市镇（或旧市镇、城区）包括：博尔加尔、弗朗、圣贝尔纳、福尔芒河畔圣迪迪耶、昂斯、索恩河畔自由城。

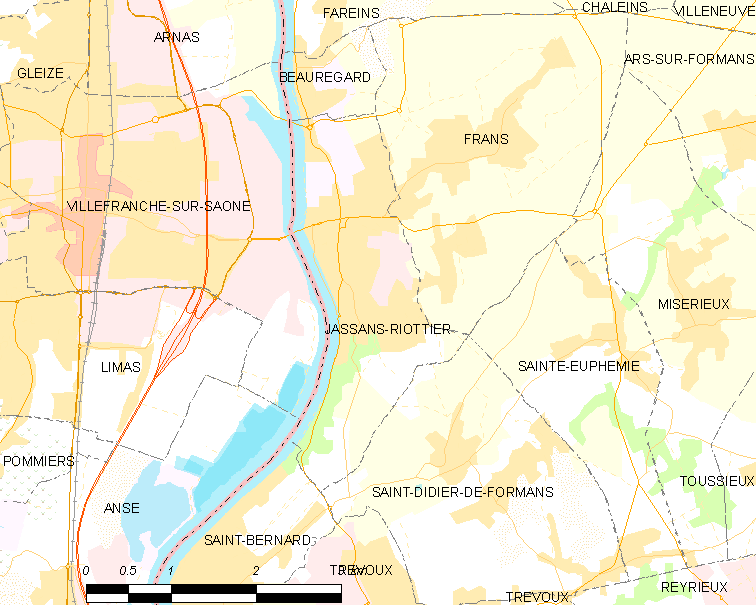
雅桑-里奥捷的OSM定位图

雅桑-里奥捷的时区为UTC+01:00、UTC+02:00（夏令时）。

## 行政
雅桑-里奥捷的邮政编码为01480，INSEE市镇编码为01194。

## 政治
雅桑-里奥捷所属的省级选区为特雷武县。

## 人口

1962-2008年间雅桑-里奥捷人口变化图示

雅桑-里奥捷于2022年1月1日时的人口数量为6315人。